# George Perkins Marsh Boyhood Home

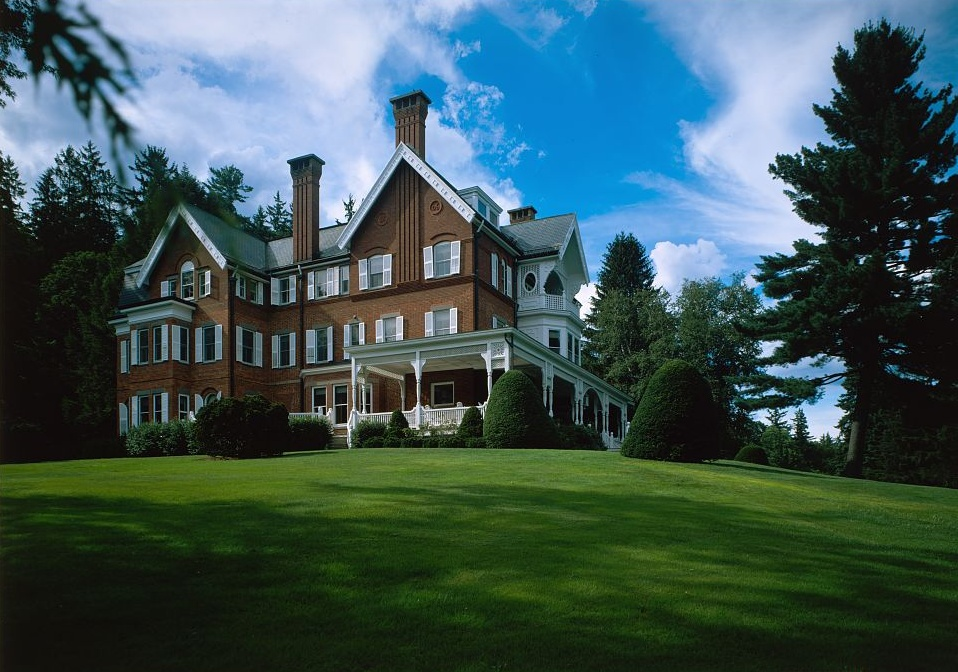
George Perkins Marsh Boyhood Home

Das George Perkins Marsh Boyhood Home, auch Marsh-Billings House, ist der architektonische Mittelpunkt des Marsh-Billings-Rockefeller National Historical Park, an der Vermont Route 12 in Woodstock im US-Bundesstaat Vermont. Das 1805 erbaute und mehrfach vergrößerte Gebäude ist historisch bedeutsam, da hier George Perkins Marsh, ein Pionier des Naturschutzgedankens, seine Kindheit verbrachte. Später im 19. Jahrhundert wurde es von dem Geschäftsmann Frederick H. Billings bewohnt, einem Mitgründer der Northern Pacific Railroad. Architektonisch ist es auch als hochwertiges Beispiel des Queen-Anne-Stils bedeutsam. Die Änderungen und Erweiterungen wurden von Billings in Auftrag gegeben und von Henry Hudson Holley entworfen. Haus und Garten wurden 1967 zum National Historic Landmark erklärt.
Das 220 Hektar große Grundstück wurde 1992 von Mary French Rockefeller (einer Enkelin von Frederick Billings) und Laurance Rockefeller dem Volk der Vereinigten Staaten geschenkt.

## Geschichte
Charles Marsh, ein prominenter Anwalt in  Vermont, ließ 1805 den Kern des heutigen Gebäudes als typisches zweistöckigen Haus im „Federal Style“ mit fünf Erkern für seine Familie erbauen. Sein Sohn George Perkins Marsh wurde 1801 in einem anderen Haus in Woodstock geboren und verlebte seine Kindheit in dem Haus, bis er es mit 16 Jahren zum Besuch des Dartmouth College verließ. George wurde wie sein Vater Anwalt und Politiker. Er wurde 1834 Kongressabgeordneter der Whigs und von den Präsidenten John Tyler und Abraham Lincoln auf diplomatische Posten berufen. Zwischen den 1830er und 1860er Jahren entwickelte er eine Philosophie der Landverwaltung, die den Grundstein für die Umweltbewegung in den USA legte. 1864 veröffentlichte er Man and Nature, or the Physical Geography as Modified by Human Behavior. Dieses 1874 aktualisierte Werk gab einen historischen Abriss des Niederganges früherer Gesellschaften aufgrund Fehlens einer ressourcenschonenden Bewirtschaftung. Es rief zu Aktivitäten zum Schutz der Umwelt auf. Marsh starb 1882 vor der breiteren Umsetzung seiner Ideen.
Das damals 100 ha große Anwesen wurde 1869 von Frederick H. Billings gekauft. Der aus Royalton stammende Anwalt hatte ein Vermögen mit Grundstücksverkäufen während des Goldrausches in Kalifornien gemacht. Er war einer der Gründer der Northern Pacific Railroad und war von 1873 bis 1881 deren Präsident.  Zwischen 1869 und 1881 gab Billings zwei umfassende Vergrößerungen und Umbauten des Hauses in Auftrag. Zuerst wurde ein Flügel und das Mansarddach hinzugefügt. Später wurde das Haus nach Entwürfen von Henry Hudson Holley im Queen-Anne-Stil grundlegend umgestaltet. Billings richtete auf seinem Anwesen eine Modellfarm ein. Die Farm außerhalb des Nationalparks wird als „lebendes Geschichtsmuseum“ bewirtschaftet. Billings ließ 23 km Fahrwege im höher gelegenen Teil des Grundstückes anlegen.
Das Haus und 16 ha Land erhielten am 11. Juni 1967 den Status als National Historic Landmark zuerkannt und wurden wegen ihrer Verbindung zu Marsh und Billings als Bauwerk in das National Register of Historic Places aufgenommen. Spätere Eigentümer waren Mary French Rockefeller (Billings’ Enkelin) und ihr Ehemann Laurance Rockefeller. Der einflussreiche Umweltberater mehrerer US-Präsidenten schenkte das Haus und den höher gelegenen Teil des Grundstückes 1992 dem Volk der Vereinigten Staaten. Im August dieses Jahres wurde der Marsh-Billings-Rockefeller National Historical Park gegründet. Das George Perkins Marsh Boyhood Home ist Contributing Property dieses Historic Districts.
Das Haus ist zwischen Mai und Oktober im Rahmen geführter Besichtigungen zugänglich.